# Конні Селлекка
Конні Селекка (англ. Connie Sellecca (25 травня 1955 , Бронкс, Нью-Йорк ) — американська акторка, номінантка на премію «Золотий глобус».

## Життя та кар'єра
Конні Селлекка народилася 1955 року в Бронксі, Нью-Йорк у сім'ї італійців. Вступила до Бостонського коледжу, але покинула його, щоб почати кар'єру акторки, одночасно підробляючи фотомоделлю. 1978 року вона дебютувала у фільмі «Бермудські глибини» і в наступні роки активно з'являлася на екранах.
Конні Селлекка найбільш відома за ролями у серіалах «Найвидатніший американський герой» (1981—1986) та « Готель» (1983—1988), яка принесла їй номінацію на премію « Золотий глобус» у 1986 році. Вона також зіграла головну роль у серіалі «P.S.Кохаю тебе», який недовго проіснував і з'явилася у кількох десятках зроблених для телебачення фільмах .
Конні Селлекка була одружена з актором Джилом Джерардом з 1979 по 1987 рік. 1992 року вона вийшла заміж за піаніста Джона Теша, у них двоє дітей.

## Фільмографія
- 1979 — Капітан Америка 2: Надто швидка смерть / Captain America II: Death Too Soon
- 1981—1986 — Найбільший американський герой / The Greatest American Hero
- 1983—1988 — Готель / Hotel (Премія «Золотий глобус» за найкращу жіночу роль у телесеріалі — драма)
- 1985 — Міжнародний аеропорт / International Airport
- 1987 — Остання розвага / The Last Fling
- 1989 — Братство троянди / Brotherhood of the Rose
- 1990 — Жорстка посадка / Miracle Landing
- 1990 — Люди як ми / People Like Us
- 1991—1992 — P.S. Кохаю тебе / PSI Luv U
- 1993 — Дозвіл на вбивство / Passport to Murder
- 1994 — Подвійне життя / She Led Two Lives
- 1995 — Сурогатна мати / The Surrogate
- 2002 — Я бачив, як мама цілувала Санта Клауса / I Saw Mommy Kissing Santa Claus
- 2009 — Дикий жеребець / The Wild Stallion
- 2012 — Все про переддень Різдва / All About Christmas Eve — Елізабет Коул
- 2013—2015 — Інтелект для свого життя / Intelligence for Your Life